# Divotino, Pernik
Divotino (în bulgară Дивотино) este un sat în comuna Pernik, regiunea Pernik,  Bulgaria. 

## Demografie
Componența etnică a satului Divotino
     Bulgari (96,91%)
     Nicio identificare (3,08%)
     Altele (0,15%)
La recensământul din 2011, populația satului Divotino era de 1.911 locuitori. Din punct de vedere etnic, majoritatea locuitorilor (96,91%) erau bulgari. Pentru 3,08% din locuitori nu este cunoscută apartenența etnică.